# رحیم بقایی
رحیم بقایی صدابردار و بازیگر اهل ایران است.
وی از پیشکسوتان صدابرداری در ایران است و صدابرداری صحنه‌ای بسیاری از هنرمندان موسیقی ایران از جمله محمدرضا شجریان، حسین علیزاده، پرویز مشکاتیان و غیره را در کارنامهٔ هنری خود دارد. او از اعضای هیئت مدیره کانون صدابرداران خانه موسیقی ایران بوده‌است.
او در دی ۱۳۸۵ در ششمین «آوای آیین» مورد تقدیر قرار گرفت. همچنین از او به عنوان یکی از پیشکسوتان موسیقی دفاع مقدس تقدیر شده‌است.
در اردیبهشت ۱۳۹۳ مراسم نکوداشت رحیم بقایی به همراه ۲ صدابردار پیشکسوت دیگر در خانه موسیقی ایران برگزار شد.

## سینما
- ۱۳۷۴ - خواهران غریب - کیومرث پوراحمد
- ۱۳۶۹ - چون ابر در بهاران - سعید امیرسلیمانی
- ۱۳۶۸ - ای ایران - ناصر تقوایی

## تلویزیون
| سال  | نام                | سمت           | کارگردان              | توضیحات                                            |
| ---- | ------------------ | ------------- | --------------------- | -------------------------------------------------- |
| ۱۳۷۵ | خانه سبز           | بازیگر میهمان | مسعود رسام بیژن بیرنگ | شبکه ۲                                             |
| ۱۳۷۳ | لبخند سوم          | بازیگر        | مسعود رشیدی           | شبکه ۳                                             |
| ۱۳۷۱ | تهران ساعت ۲۰      | بازیگر        | -                     |                                                    |
| ۱۳۶۴ | تله‌تئاتر «آسانسور» | بازیگر        | رسول نجفیان           | کارگردان تلویزیونی: گیتی جوادی نویسنده: حسین پناهی |

## رادیو
- صبح جمعه با شما